# Pius Jabłoński
Pius Jabłoński (ur. 18 marca 1908 w Lipnicy Wielkiej, zm. 29 lipca 1979 w Jabłonce) – polski nauczyciel, działacz społeczny, podczas II wojny światowej organizator tajnego nauczania, długoletni dyrektor dwujęzycznego Liceum Ogólnokształcącego im. Bohaterów Westerplatte w Jabłonce.

## Życiorys
Pius (imię nadane na chrzcie, według metryki świeckiej nosił imię Wendelin) Jabłoński był czwartym z ośmiorga dzieci Stefana i Apolonii z Kucków, średniozamożnej rodziny chłopskiej z orawskiej Lipnicy. Po ukończeniu wiejskiej szkoły parafialnej, jako jedyny z rodzeństwa rozpoczął naukę w gimnazjum w Trzcianie, gdzie językiem wykładowym był początkowo węgierski, a po 1918 roku słowacki i czeski. W 1920 roku, po decyzji Rady Ambasadorów przyznającej większość Orawy Czechosłowacji (także tereny, które w listopadzie 1918 r. przyłączyły się do Polski),  został uczniem Państwowego Gimnazjum im. Seweryna Goszczyńskiego w Nowym Targu. Tam po raz pierwszy zetknął się z polskim językiem literackim. Świadectwo dojrzałości uzyskał w 1927 roku.
W tym samym roku rozpoczął studia polonistyczne na Wydziale Filozoficznym Uniwersytetu Jagiellońskiego. Mógł je kontynuować dzięki stypendium Towarzystwa Kresów Południowych i Zachodnich oraz własnym dochodom z korepetycji. Później dorabiał jako kierownik kuchni akademickiej „Bratniak”. Został członkiem Polskiego Towarzystwa Tatrzańskiego, pełniąc w nim funkcję skarbnika oddziału krakowskiego. Pełnił także funkcję sekretarza Związku Promienistego, organizacji założonej przez ks. Stanisława Sapińskiego. W związku z kryzysem początku lat 30. i niemożnością znalezienia pracy jako nauczyciel, odwlekał moment obrony pracy magisterskiej. Ostatecznie ukończył studia w 1934 roku. Otrzymał pracę w swym macierzystym gimnazjum w Nowym Targu, gdzie uczył języka polskiego, a dodatkowo także czeskiego i słowackiego.
W 1935 roku, podczas zjazdu Związku Podhalan, zainicjował powstanie sekcji do spraw zbliżenia ze Słowacją i czynnie uczestniczył w jej pracach. Wśród swoich uczniów organizował liczne wycieczki na pogranicze i do Słowacji. Brał czynny udział w organizacji i działalności Związku Górali Spisza i Orawy, również tam pełniąc funkcję skarbnika. Był także działaczem Towarzystwa Szkoły Ludowej. W 1935 roku ożenił się z Martą Wierczek (ur. 6 maja 1912 r. w Jabłonce). W nowotarskim gimnazjum pracował do wybuchu II wojny światowej. 

### II wojna światowa
Po włączeniu Lipnicy Wielkiej do Słowacji, miał propozycję przeniesienia się tam z Nowego Targu, ale zdecydował się pozostać w Generalnym Gubernatorstwie. W październiku 1939 roku podjął się organizacji sieci tajnych kompletów na terenie powiatu nowotarskiego. Aresztowany 11 listopada wraz z innymi profesorami nowotarskiego gimnazjum, został zwolniony w styczniu 1940 roku i osadzony w areszcie domowym, z zakazem wykonywania zawodu nauczyciela. Pomimo to podjął się dalszej pracy konspiracyjnej, doprowadzając do utworzenia na Podhalu sieci tajnego szkolnictwa w różnych formach organizacyjnych i na różnych poziomach. Był pełnomocnikiem Okręgowego Biura Szkolnego w Krakowie na powiat nowotarski. Po zwolnieniu z aresztu domowego, podjął oficjalną pracę w Publicznej Szkole Handlowej, a następnie Publicznej Zawodowej Szkole Krawieckiej.
Aresztowany przez gestapo 19 marca 1941 roku, został osadzony w Palace w Zakopanem. Bezowocnie przesłuchiwany i torturowany, został ostatecznie zwolniony 4 kwietnia. Powrócił do pracy w tajnej oświacie, był przewodniczącym miejscowej Państwowej Komisji Egzaminacyjnej. Uniknąwszy kolejnego aresztowania w sierpniu 1942 roku, uciekł z Nowego Targu i przez Ludźmierz i Rabkę dotarł do Krakowa, gdzie schronił się w mieszkaniu księdza Ferdynanda Machaya, wujka swej żony. Dzięki jego pomocy uzyskał nowe dokumenty i zatrudnienie jako ogrodnik w majątku Lecha Rościszewskiego w Będkowicach. Tam doczekał końca wojny. 
W październiku 1942 roku gestapo aresztowało pozostałą w Nowym Targu jego żonę Martę Jabłońską. Była więziona w Zakopanem i Tarnowie, a następnie wywieziona do KL Auchswitz, gdzie przybyła 29 stycznia 1943 r. i otrzymała numer więźniarski: 32261, Przeżyła wojną, ale za cenę zrujnowanego zdrowia. Oboje spotkali się ponownie w styczniu 1945 roku w Krakowie.

### Okres powojenny
Mianowany w lutym 1945 roku dyrektorem gimnazjum w Nowym Targu, wyruszył tam pieszo z Krakowa z zadaniem jego jak najszybszego zorganizowania. Dzięki współpracy miejscowych władz polskich, w tym wicestarosty nowotarskiego, orawianina Andrzeja Jazowskiego, udało mu się już w pierwszych dniach maja wprowadzić uczniów do prowizorycznie urządzonych sal lekcyjnych dawnego budynku szkolnego, wcześniej zajmowanego przez dowództwo wojsk radzieckich. Był członkiem Miejskiej i Powiatowej Rady Narodowej w Nowym Targu. Po wystąpieniu w obronie swych uczniów, byłych żołnierzy Armii Krajowej, aresztowanych przez Urząd Bezpieczeństwa, sam został 1 listopada 1946 roku osadzony w więzieniu Montelupich w Krakowie. Oskarżony o działanie na szkodę państwa i kontakty z organizacją Wolność i Niezawisłość, pomimo braku dowodów winy został skazany na dwa lata pozbawienia wolności w zawieszeniu na jeden rok i zwolniony 26 czerwca 1947 roku. Pozbawiony stanowiska dyrektora gimnazjum, został przeniesiony na posadę nauczyciela w liceum w Chrzanowie a następnie w Jaworznie. W tym ostatnim mieście przebywał do 1959 roku, ucząc także w szkole więziennej, zaś jako radny Miejskiej Rady Narodowej przyczyniając się do wybudowania nowego budynku liceum.
Zrehabilitowany w 1957 roku, 1 września 1959 roku został mianowany dyrektorem Liceum Ogólnokształcącego w Jabłonce na Orawie. Istniejące od 1951 roku, jest szkołą dwujęzyczną, z polskim i słowackim językiem nauczania. Pius Jabłoński był jego dyrektorem do przejścia na emeryturę w 1970 roku, organizując całokształt pracy dydaktycznej, przyczyniając się do wzrostu poziomu nauczania i wygaszania problemów narodowościowych. Udzielał się także w pracy społecznej: w latach 1961–1969 był radnym Rady Narodowej w Jabłonce, był także członkiem Frontu Jedności Narodu, Związku Nauczycielstwa Polskiego, Ligi Obrony Kraju, Związku Podhalan (w 1976 roku został jego członkiem honorowym) oraz Towarzystwa Miłośników Podhala. Już na emeryturze napisał wspomnienia z lat młodości, pod tytułem Z Orawy w świat (opublikowane w 1986). Był odznaczony między innymi Krzyżem Kawalerskim Orderu Odrodzenia Polski (1974) i Złotym Krzyżem Zasługi (1969), Złotą Odznaką ZNP i Złotą Odznaką „Za Zasługi dla Ziemi Krakowskiej”.